# Johann Adam Reincken

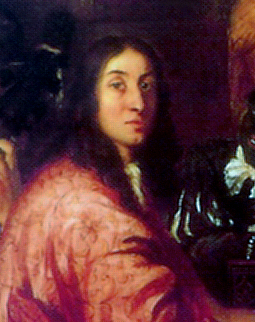
Johann Adam Reincken.

Johann Adam Reincken, in alcuni testi antichi noto anche come Jan Adams, Jean Adam, Reinken, Reinkinck, Reincke, Reinicke, Reinike (Deventer?, battezzato il 10 dicembre 1643 – Amburgo, 24 novembre 1722), è stato un organista e compositore tedesco, considerato uno dei principali esponenti della scuola organistica tedesca.

## Biografia

### I primi anni
La data di nascita di Johann Adam Reincken è stata a lungo fonte di controversia. Johann Mattheson, nel 1722, la indicò come 27 aprile 1623, facendo nascere la leggenda di un Reincken quasi centenario. Tuttavia, non esiste alcun documento coevo a sostegno dell'informazione di Mattheson. Esiste, invece, l'atto di battesimo di Reincken, datato però 10 dicembre 1643. Appare dunque assai improbabile, se il dettaglio fornito da Mattheson fosse corretto, che Reincken avesse ricevuto il battesimo all'età di vent'anni. Il musicologo Ulf Grapenthin sostiene che sia nato nei primi giorni di dicembre 1643.
Il riferimento al 1623 come anno di nascita è un'esagerazione messa in giro dallo stesso Reincken. Dopo la sua nomina ad assistente di Heinrich Scheidemann, nel 1658, Reincken affermò in più occasioni di essere vent'anni più grande. Questo perché i superiori della chiesa avrebbero potuto sollevare obiezioni contro la sua età troppo giovane.
Non c'è certezza neanche sul suo luogo di nascita. Secondo Mattheson sarebbe nato a "Wilhuisen", paese che viene fatto coincidere con Wildeshausen, in Bassa Sassonia, o con Wilshausen, in Alsazia. Reincken stesso, però, sul frontespizio della raccolta di suite Hortus Musicus dichiarò che il suo paese natale era Deventer, nei Paesi Bassi. Anche in questo caso, però, non c'è conferma documentale.
Ricevette la prima educazione musicale a Deventer da Lucas van Lennick, organista della Grotekerk, dal 1650 al 1654. Nel 1654 si recò ad Amburgo per studiare con Heinrich Scheidemann, organista della Catharinenkirche. Nel 1657 tornò a Deventer, e, l'11 marzo, divenne organista della Bergkerk.

### Gli anni della maturità

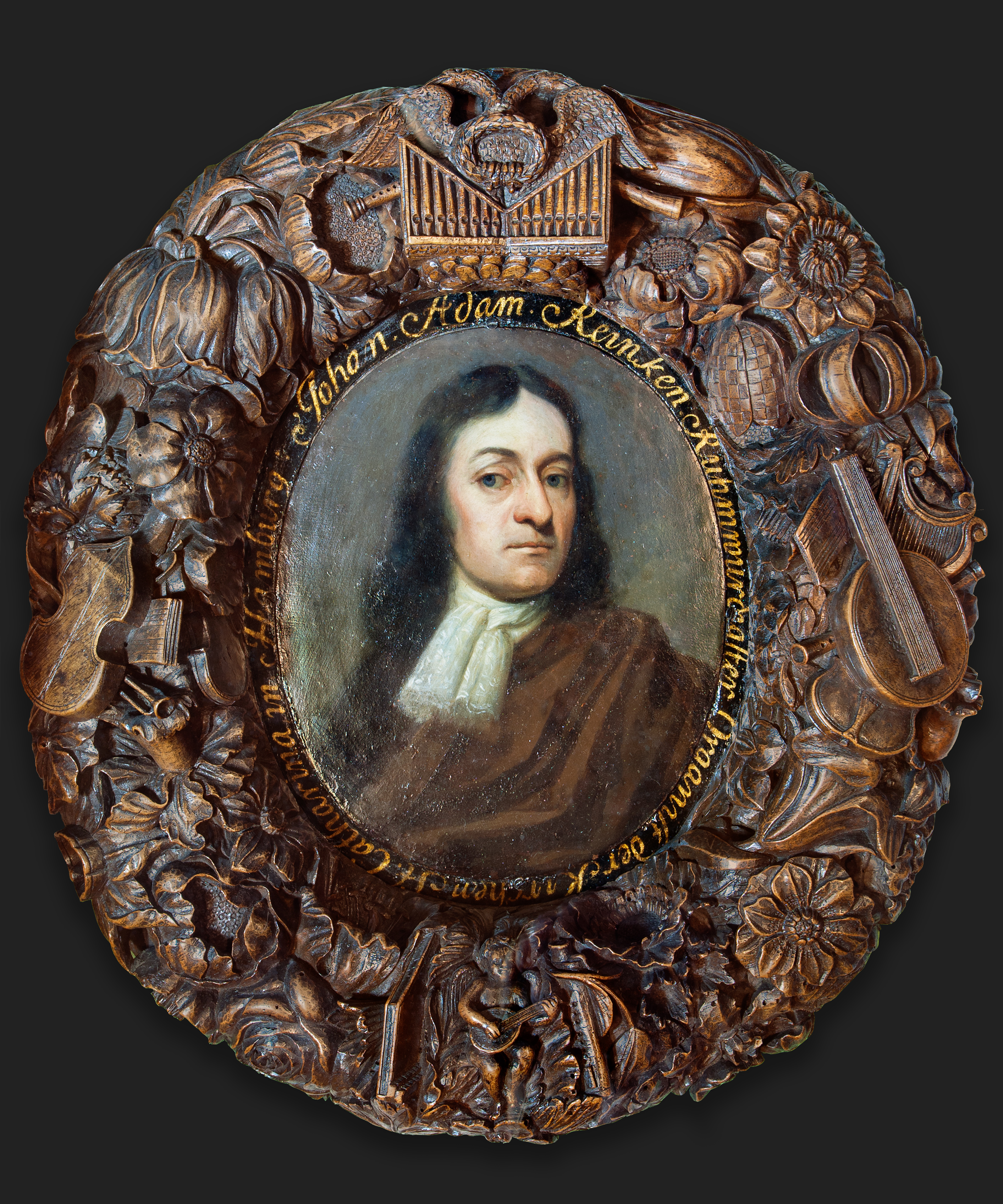
Johann Adam Reincken.

Nel 1658 Reincken lasciò il suo impiego nella Bergkerk per fare ritorno ad Amburgo, dove divenne assistente di Scheidemann. Quando quest'ultimo morì, nel 1663, gli succedette come organista della Catharinenkirche. Nel 1665 Reincken sposò una delle figlie di Scheidemann, dalla quale, tre anni dopo, ebbe una figlia. Mantenne la sua posizione fino alla morte, avvenuta nel 1722. Fra il 1700 e il 1702 il giovane Johann Sebastian Bach, all'epoca studente, viaggiò diverse volte da Lüneburg ad Amburgo per sentirlo suonare.
Nel 1705 alcuni anziani della Catharinenchirke tentarono invano di sostituirlo, nell'incarico di organista, con Johann Mattheson. Quest'ultimo, nel suo Critica Musica, ci descrive Reincken come un uomo dal carattere altero e quasi superbo, molto colto, maniacalmente pignolo per quanto riguardava la manutenzione e l'intonazione del suo organo della Chaterinenkirche e «amante delle belle donne e delle vinerie cittadine».
Uomo ricchissimo, finanziò la stampa, ad Amburgo, delle sei messe in stile antico di Johann Theile. Nel 1678, insieme al duca Cristiano Alberto di Holstein-Gottorp, al giurista Gerhard Schott e al senatore Peter Lütkens, fondò l'Opera di Amburgo. Nel 1687 pubblicò l'Hortus Musicus, una raccolta di otto suite per due violini, viola da gamba e basso continuo.
Reincken, nella Catharinenkirche, disponeva di un organo rinnovato fra il 1644 e il 1647 da Friedrich Stellwagen. Fra il 1672 e il 1674, sotto la supervisione dello stesso Reincken, lo strumento venne restaurato da Johann Friedrich Besser, il quale aggiunse due registri da 32' nella pedaliera (un principale e un trombone), rendendo così lo strumento unico ad Amburgo.
Negli anni ottanta del XVII secolo, quando il celebre organaro Arp Schnitger presentò il progetto per un nuovo organo nella vicina Jacobikirche, Reincken, sfociando in scene di aperta gelosia, pose il proprio veto contro l'approvazione del progetto, in quanto il nuovo strumento avrebbe avuto anch'esso due registri da 32' nella pedaliera, eguagliando quindi il suo. Nonostante le rimostranze di Reincken, lo strumento venne ugualmente realizzato.
Nel corso della sua vita Reincken ebbe fama di essere uno dei migliori organisti in Germania. Era un grande amico di Dietrich Buxtehude e il suo stile influenzò profondamente Vincent Lübeck e il giovane Johann Sebastian Bach. La profonda amicizia con Buxtehude è testimoniata dal quadro Häusliche Musikszene ("Scena musicale domestica"), realizzato da Johannes Voorhout nel 1674. Nel dipinto, infatti, sono presenti tre musicisti: Reincken al centro, come committente dell'opera, seduto al clavicembalo; a destra Johann Philipp Förtsch, un cantante dell'opera di Amburgo, amico di Reincken; e a sinistra Dietrich Buxtehude, alla viola da gamba.
Nel quadro, inoltre, è visibile un foglio con il salmo 133 musicato in forma di canone, cui alle parole «Ecco quant'è buono e piacevole che i fratelli dimorino insieme» è aggiunto Canon perpet.: à 8 / In hon. Dit. Buxtehude / et Joh. Adam Reink: Fratrum.

### Gli ultimi anni
Il 21 novembre 1720, quando Johann Sebastian Bach tenne un concerto nella Catharinenkirche, in chiesa era presente anche l'anziano Reincken. Bach, in suo onore, improvvisò alcune variazioni sul corale An Wasserflüssen Babylon, che aveva sentito suonare anni prima dallo stesso Reincken. Al termine dell'esecuzione Reincken si avvicinò a Bach, e, facendogli i complimenti, gli disse: «Credevo che quest'arte fosse morta, ma vedo che vive ancora in voi!».
Reincken morì nel 1722, e, come atto estremo di riconoscenza e di amicizia, volle essere sepolto a Lubecca vicino a Buxtehude, morto nel 1707.

## Eredità
L'ammirazione che il giovane Bach nutriva per Reincken è testimoniata da alcuni arrangiamenti per clavicembalo solista che lo stesso Bach realizzò da alcune composizioni del maestro di Amburgo. Si tratta della fuga BWV 954, tratta dall'allegro della seconda sonata dell'Hortus Musicus, della sonata BWV 965, rifacimento della prima sonata dell'Hortus, e della sonata BWV 966, che è una parziale rielaborazione della sonata terza.
Nel 2006 venne scoperto a Weimar il primo manoscritto conosciuto di Johann Sebastian Bach: si tratta di una copia di An Wasserflüssen Babylon di Reincken, che Bach copiò a Luneburgo nel 1700.

## Opere
Solo poche composizioni di Reincken sono giunte fino al XXI secolo:
- Due fantasie corali per organo: An Wasserflüssen Babylon e Was kann uns kommen an für Not.
- Quattro toccate (sol maggiore, sol minore, la maggiore e sol maggiore, quest'ultima forse spuria).
- Una fuga in sol minore (forse spuria).
- Otto suite per clavicembalo.
- Tre serie di variazioni per clavicembalo.
- Sei sonate per archi e basso continuo (Hortus Musicus).